# Jamie Carragher
James Lee Duncan „Jamie” Carragher (ur. 28 stycznia 1978 w Bootle) – angielski piłkarz, który występował przeważnie na pozycji środkowego obrońcy, jednakże w ciągu swojej kariery zdarzało mu się grać na prawej, a nawet lewej stronie defensywy. Jest wychowankiem angielskiego klubu Liverpool F.C., w którym spędził całą karierę. Grał z numerem 23.

## Kariera
Carragher został wybrany na najlepszego gracza Liverpoolu rozgrywek 2004/2005. W tym samym sezonie wygrał Ligę Mistrzów.
Profesjonalny kontrakt podpisał w październiku 1996 roku, a w dorosłej drużynie zadebiutował w rewanżowym meczu półfinałowym Coca Cola Cup przeciwko Middlesbrough już trzy miesiące później, wchodząc na boisko z ławki za Roba Jonesa. Swój debiut w Premier League okrasił bramką z Aston Villą naprzeciwko trybuny the Kop.
Carragher – jednorazowy kapitan zespołu U-21 Anglii, do którego należy także rekord występów na tym poziomie. W kwietniu 1999 roku zadebiutował w reprezentacji seniorów. Wszedł na boisko jako rezerwowy w zremisowanym 1-1 spotkaniu z Węgrami.
Zakończył karierę reprezentacyjną w czerwcu 2007 roku. Powrócił do niej w maju 2010 roku, powołany przez Fabio Capello. 24 maja zagrał w meczu z Meksykiem. 1 czerwca znalazł się w 23-osobowej kadrze Anglii na mistrzostwa świata. Po Mistrzostwach Świata w 2010 roku ponownie zakończył reprezentacyjną karierę.
Jamie w swoim dorobku bramkowym ma także 11 goli samobójczych. Jest to niechlubny rekord Premiership.
4 września 2010 Carragher zorganizował mecz charytatywny między Liverpoolem a Evertonem. Był to mecz z okazji jego 15. rocznicy występów w barwach Liverpoolu. Spotkanie zakończyło się wynikiem 4-1, a bohater meczu Jamie Carragher strzelił po jednej bramce dla obu drużyn: spełnił tym samym swoje marzenie z dzieciństwa, jakim było strzelenie bramki dla Evertonu, którego był niegdyś fanem. Całkowity dochód z organizacji spotkania został przekazany na cele charytatywne.
W sezonie 2011/2012 Carragher zdobył z drużyną klubową Puchar Ligi Angielskiej. 7 lutego 2013 roku ogłosił, że zakończy karierę po sezonie 2012/13. Ostatecznie w ciągu 17 sezonów spędzonych w Liverpoolu zagrał w 737 oficjalnych spotkaniach, w tym w 508 meczach Premier League.

## Statystyki kariery
| 1996/97            | Liverpool          | Premier League     | 2   | 1 | 0  | 0 | 1  | 0 | 0   | 0 | 3   | 1 |
| 1997/98            | Liverpool          | Premier League     | 20  | 0 | 0  | 0 | 2  | 0 | 1   | 0 | 23  | 0 |
| 1998/99            | Liverpool          | Premier League     | 34  | 1 | 2  | 0 | 2  | 0 | 6   | 0 | 44  | 1 |
| 1999/00            | Liverpool          | Premier League     | 36  | 0 | 2  | 0 | 2  | 0 | –   | – | 40  | 0 |
| 2000/01            | Liverpool          | Premier League     | 34  | 0 | 6  | 0 | 6  | 0 | 12  | 0 | 58  | 0 |
| 2001/02            | Liverpool          | Premier League     | 33  | 0 | 2  | 0 | 1  | 0 | 16  | 0 | 53  | 0 |
| 2002/03            | Liverpool          | Premier League     | 35  | 0 | 3  | 0 | 5  | 0 | 11  | 0 | 54  | 0 |
| 2003/04            | Liverpool          | Premier League     | 22  | 0 | 3  | 0 | 0  | 0 | 4   | 0 | 29  | 0 |
| 2004/05            | Liverpool          | Premier League     | 38  | 0 | 0  | 0 | 3  | 0 | 15  | 0 | 56  | 0 |
| 2005/06            | Liverpool          | Premier League     | 36  | 0 | 6  | 0 | 0  | 0 | 13  | 1 | 57  | 1 |
| 2006/07            | Liverpool          | Premier League     | 35  | 1 | 1  | 0 | 1  | 0 | 13  | 0 | 51  | 1 |
| 2007/08            | Liverpool          | Premier League     | 35  | 0 | 4  | 0 | 3  | 0 | 13  | 0 | 55  | 0 |
| 2008/09            | Liverpool          | Premier League     | 38  | 0 | 3  | 0 | 1  | 0 | 12  | 0 | 54  | 0 |
| 2009/10            | Liverpool          | Premier League     | 37  | 0 | 2  | 0 | 1  | 0 | 13  | 0 | 53  | 0 |
| 2010/11            | Liverpool          | Premier League     | 28  | 0 | 0  | 0 | 0  | 0 | 10  | 0 | 38  | 0 |
| 2011/12            | Liverpool          | Premier League     | 21  | 0 | 5  | 0 | 5  | 0 | –   | – | 31  | 0 |
| 2012/13            | Liverpool          | Premier League     | 24  | 0 | 1  | 0 | 2  | 0 | 11  | 0 | 38  | 0 |
| Łącznie w karierze | Łącznie w karierze | Łącznie w karierze | 508 | 3 | 40 | 0 | 35 | 0 | 150 | 1 | 737 | 4 |